# Cottus chattahoochee
Cottus chattahoochee és una espècie de peix pertanyent a la família dels còtids.

## Descripció
- Fa 8,5 cm de llargària màxima.
- Nombre de vèrtebres: 29-32.[4]

## Hàbitat
És un peix d'aigua dolça, bentopelàgic i de clima subtropical que viu als rierols petits que tinguin un substrat de grava.

## Distribució geogràfica
Es troba a Nord-amèrica: conca del riu Chattahoochee (Geòrgia, els Estats Units).

## Observacions
És inofensiu per als humans.